# Vinicius Sakamoto
Vinicius Issao Sakamoto Leal (ur. 3 września 1992) – brazylijski judoka. 
Startował w Pucharze Świata w 2010, 2012 i 2014. Brązowy medalista igrzysk Ameryki Południowej w 2014 roku.